# Ceratopogon paucisetosus
Ceratopogon paucisetosus är en tvåvingeart som beskrevs av Remm 1974. Ceratopogon paucisetosus ingår i släktet Ceratopogon och familjen svidknott. Inga underarter finns listade i Catalogue of Life.